# Parè

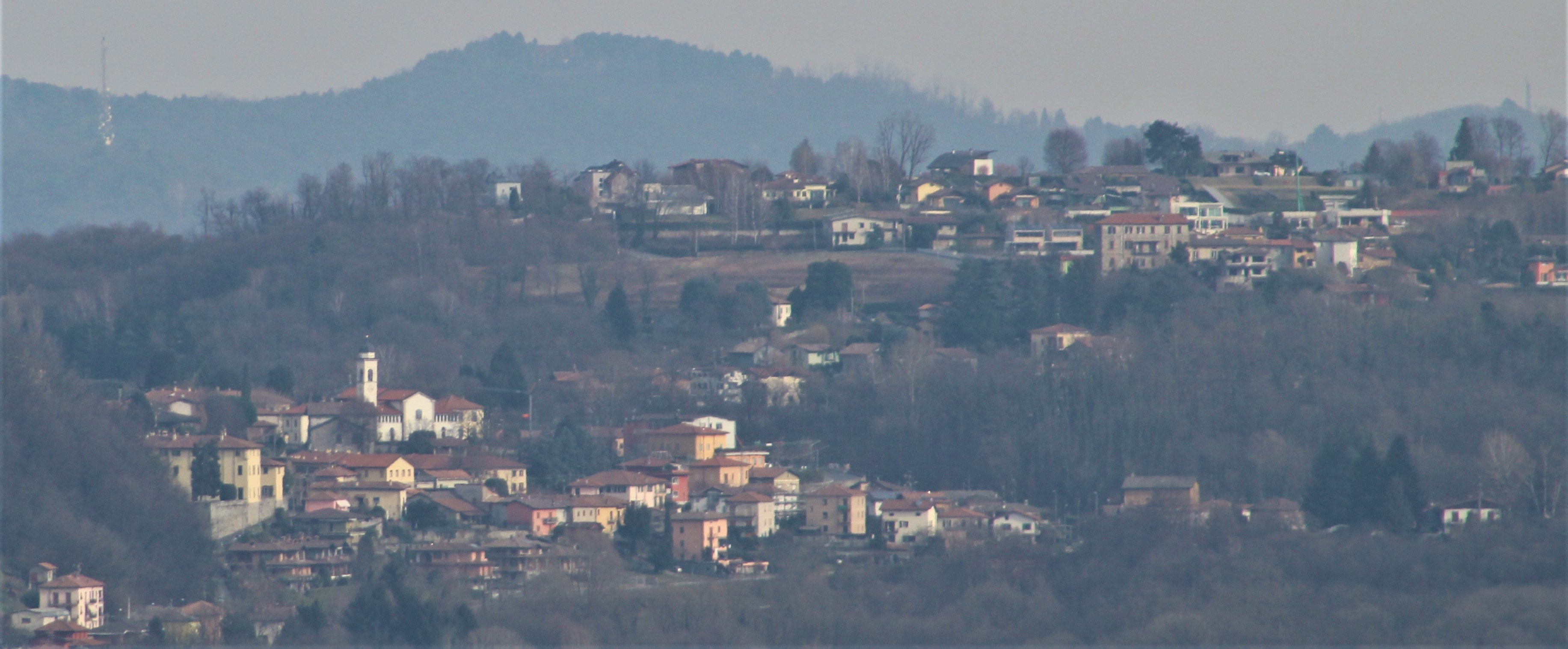
Blick auf Parè

Parè ist ein Ort und war eine Gemeinde in der italienischen Provinz Como in der Region Lombardei. Parè liegt an der Grenze zur Schweiz zwischen Gironico, Drezzo und Cavallasca. Außerdem grenzt die ehemalige Gemeinde an den Park Parco Spina Verde di Como. Ortsheiliger von Parè ist Johannes der Täufer.
Parè schloss sich am 14. Februar 2014 mit den Gemeinden Gironico und Drezzo zur neuen Gemeinde Colverde zusammen. Die Gemeinde zählte am 31. Dezember 2013 1887 Einwohner auf einer Fläche von 2 km². Nachbargemeinden waren Cavallasca, Chiasso im Tessin in der Schweiz, Drezzo, Faloppio, Gironico und Olgiate Comasco.